# Керрі Фішер
Керрі Френсіс Фішер (англ. Carrie Frances Fisher; 21 жовтня 1956 — 27 грудня 2016) — американська акторка, сценаристка, письменниця і продюсерка, відома роллю Принцеси Леї в серії фільмів «Зоряні війни».
Фішер також відома своїми напівавтобіографічними романами, в тому числі «Листівки з краю прірви», і сценарієм для однойменного фільму, а також автобіографічною моновиставою і нон-фікшн книгою «Умовне пияцтво», заснованою на шоу. Також вона працювала сценарним «лікарем», виправляючи та коригуючи сценарії інших письменників.
Керрі Фішер померла у віці 60 років 27 грудня 2016 року внаслідок серцевого нападу, який розвинувся під час трансатлантичного перельоту з Лондона до Лос-Анджелеса чотирма днями раніше, коли вона пережила зупинку серця. Наступного дня після смерті Керрі Фішер від серцевого нападу померла її 84-річна мати Деббі Рейнольдс, теж відома актриса.

## Ранні роки
Фішер народилася у Беверлі-Гіллз, Каліфорнія. Її батько, Едді Фішер — співак та актор єврейського походження, мати якого — Кейт Винокур народилася у місті Ямпіль Вінницької області; мати — актриса Деббі Рейнольдс. Коли Керрі було два роки, батьки розлучилися, після того, як її батько покинув матір, завівши роман із Елізабет Тейлор. Едді Фішер одружився з Тейлор і вони прожили у шлюбі близько року. Наступного року після розлучення Деббі Рейнольдс вийшла заміж за Гаррі Карла.
Дитиною Керрі ховалася у книгах, за що отримала у сім'ї звання «книжкового хробака». Свої ранні роки вона провела читаючи класичну літературу і пишучи поезію. Вона відвідувала школу в Беверлі Гіллз, поки у віці 15 років не дебютувала у бродвейській виставі «Ірен» (1973), головну роль у якій виконувала її мати. Вона так ніколи і не завершила середню школу. У 1973 році Керрі вступила в Центральну школу сценічної мови та драматичного мистецтва Лондона, у якій навчалася 18 місяців. У 1978 році її прийняли до Коледжу Сари Лоуренс, що у Йонкресі, але вона покинула його через зайнятість на зніманнях «Зоряних війн».
У Керрі є молодший брат, Тодд, і дві сестри, Джоелі Фішер й Тріша Лі Фішер — також актриси.

## Кар'єра
Дебютом Фішер у кіно стала роль у комедії «Шампунь» (1975).
Її найвідоміша роль — роль принцеси Леї в оригінальній трилогії Джорджа Лукаса Star Wars (Епізоди IV—VI), перший фільм якої Зоряні війни" вийшов на екрани 1977 року. Її партнерами були Гаррісон Форд (Хан Соло), Марк Гемілл(Люк Скайуокер) і Алек Гіннесс (Обі-Ван Кенобі). Вона також знялася у The Blues Brothers.

## Особисте життя
З 1977 до 1983 року Фішер зустрічалася з музикантом Полом Саймоном, з яким познайомилась під час знімань «Зоряних воєн». У 1980 році вона на короткий час заручилася з канадським актором Деном Ейкройдом, який освідчився їй на зйомках «Братів Блюз». Але Керрі повернулася до Пола Саймона. Фішер та Саймон були одружені з серпня 1983 року по липень 1984, а після розлучення ще деякий час зустрічались. Під час їх шлюбу, вона з'явилася в кліпі Саймона на пісню «Rene and Georgette Magritte with Their Dog after the War». Пісня Саймона «Hearts and Bones» про їх роман.
Згодом вона зустрічалась із працівником акторського агентства Браяном Лурдом. Від нього у 1992 році Керрі народила доньку Біллі. Пара розійшлась, коли стало відомо про нетрадиційну орієнтацію Браяна.
У своїй автобіографії 2016 року, «The Princess Diarist», Фішер розповіла, що вона мала тримісячний роман з Гаррісоном Фордом у 1976 році під час знімань фільму «Зоряні війни».

## Смерть

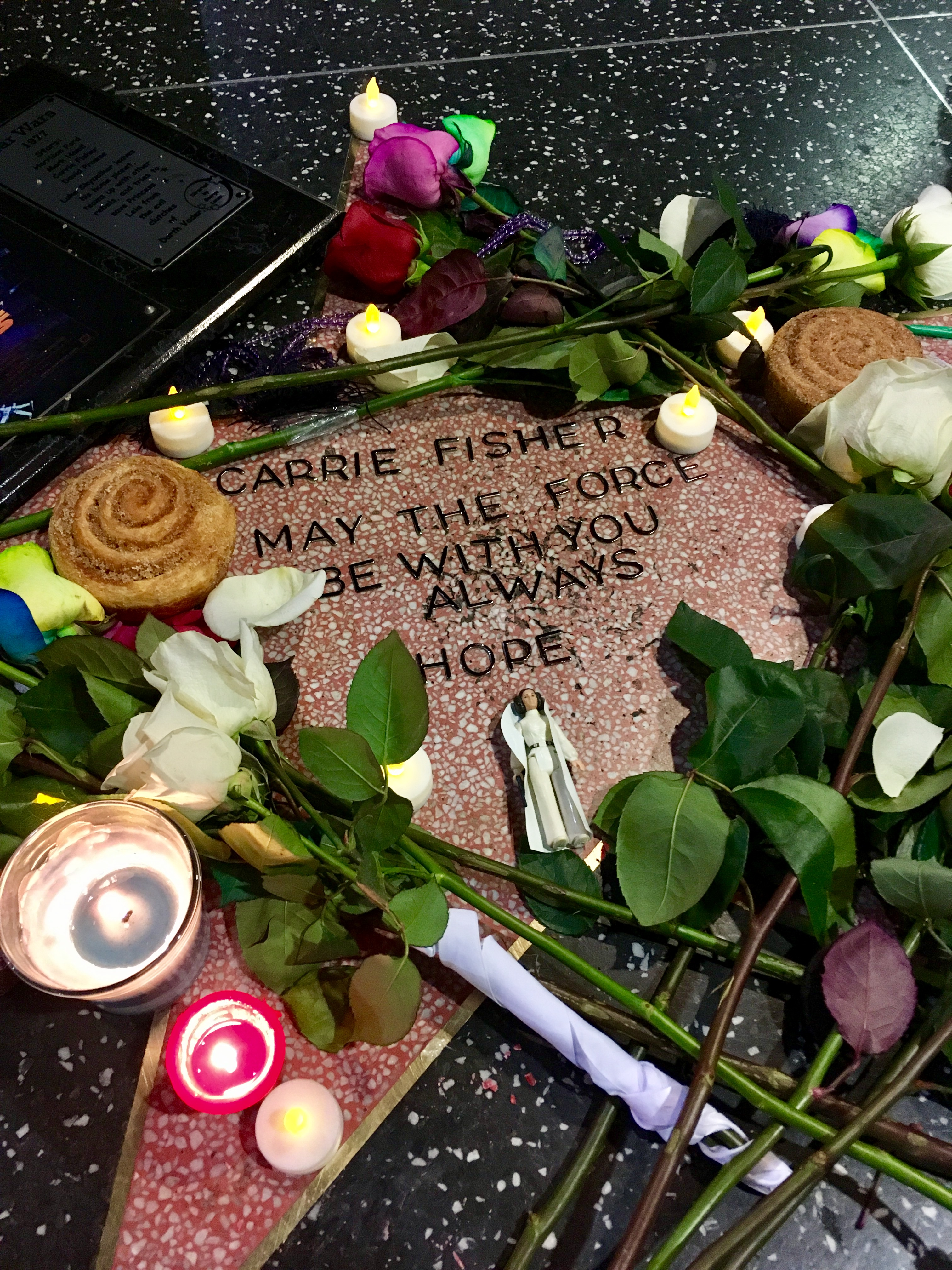
Встановлена фанатами іменна зірка Керрі Фішер на Алеї Слави

23 грудня 2016 року Керрі фішер сіла на літак із Лондона до Лос-Анджелеса. За 15 хвилин до приземлення пасажир, який сидів біля актриси, повідомив, що вона перестала дихати. Їй надали невідкладну допомогу, а по приземленню доставили машиною швидкої допомоги у медичний центр ім. Рональда Рейгана, де підключили до апарату штучної вентиляції легень.
27 грудня 2016 року, о 8:55 ранку (PST), після чотирьох днів госпіталізації у відділенні інтенсивної терапії медичного центру Каліфорнійського університету, Керрі Фішер померла. Їй було 60 років. Дочка Фішер, Біллі Лурд, підтвердила смерть матері у заяві для преси. Новина про смерть Фішер швидко поширилася в Інтернеті, де шанувальники з усього світу висловлювали повагу та співчуття. Її знайомі, колеги актори та режисери, також поділилися своїми думками про смерть Фішер.
Її мати, Деббі Рейнольдс, померла наступного дня, плануючи похорон Керрі. Син Деббі, Тодд Фішер, заявив, що причиною смерті став інсульт.

У своїй книзі, «Wishful Drinking», Фішер писала про те, яким має бути її некролог: «Я хочу, щоб він повідомляв, що я потонула у місячному світлі, задушилася власним бюстгальтером». Деякі некрологи містили цю цитату. Шанувальники створили свій власний меморіал на Голлівудській Алеї Слави. На зірці зроблено напис: «Керрі Фішер. Нехай буде з тобою Сила. Завжди…».

## Вибрана фільмографія

### Кіно
| Рік  |    | Українська назва                                          | Оригінальна назва                                         | Роль          |
| ---- | -- | --------------------------------------------------------- | --------------------------------------------------------- | ------------- |
| 1975 | ф  | Shampoo                                                   | Shampoo                                                   |               |
| 1977 | ф  | Зоряні війни. Епізод IV. Нова надія                       | Star Wars Episode IV: A New Hope                          | Лея Орґана    |
| 1978 | тф | The Star Wars Holiday Special                             | The Star Wars Holiday Special                             | Лея Орґана    |
| 1980 | ф  | Брати Блюз                                                | The Blues Brothers                                        |               |
| 1980 | ф  | Зоряні війни. Епізод V. Імперія завдає удару у відповідь  | The Empire Strikes Back                                   | Лея Орґана    |
| 1981 | ф  | Under the Rainbow                                         | Under the Rainbow                                         |               |
| 1983 | ф  | Зоряні війни. Епізод VI. Повернення джедая                | Star Wars Episode VI: Return of the Jedi                  | Лея Орґана    |
| 1984 | ф  | Garbo Talks                                               | Garbo Talks                                               |               |
| 1985 | ф  | Чоловік у червоному черевику                              | The Man with One Red Shoe                                 |               |
| 1986 | ф  | Ганна та її сестри                                        | Hannah and Her Sisters                                    |               |
| 1987 | ф  | Амазонки на Місяці                                        | Amazon Women on the Moon                                  |               |
| 1987 | ф  | The Time Guardian                                         | The Time Guardian                                         |               |
| 1988 | ф  | Побачення зі смертю                                       | Appointment with Death                                    | Надін Бойнтон |
| 1989 | ф  | Коли Гаррі зустрів Саллі                                  | When Harry Met Sally                                      | Мері          |
| 1989 | ф  | Цікаві                                                    | The 'Burbs                                                |               |
| 1989 | ф  | Loverboy                                                  | Loverboy                                                  |               |
| 1990 | ф  | Sibling Rivalry                                           | Sibling Rivalry                                           |               |
| 1991 | ф  | Soapdish                                                  | Soapdish                                                  |               |
| 1991 | ф  | Drop Dead Fred                                            | Drop Dead Fred                                            |               |
| 1992 | ф  | This Is My Life                                           | This Is My Life                                           |               |
| 1997 | ф  | Остін Паверс: Міжнародна людина-загадка                   | Austin Powers: International Man of Mystery               | терапевт      |
| 2000 | ф  | Крик 3                                                    | Scream 3                                                  | Б'янка        |
| 2001 | ф  | Серцеїдки                                                 | Heartbreakers                                             | Мс. Сурпін    |
| 2001 | ф  | Джей і мовчазний Боб завдають удару у відповідь           | Jay and Silent Bob Strike Back                            | черниця       |
| 2003 | ф  | Ангели Чарлі: Тільки вперед                               | Charlie's Angels: Full Throttle                           | ігуменя       |
| 2003 | ф  | Авеню Вандерленд                                          | Wonderland                                                |               |
| 2004 | ф  | Stateside                                                 | Stateside                                                 |               |
| 2005 | ф  | Undiscovered                                              | Undiscovered                                              |               |
| 2006 | ф  | Friendly Fire                                             | Friendly Fire                                             |               |
| 2006 | тф | The Return of Courtney Love                               | The Return of Courtney Love                               |               |
| 2007 | ф  | Cougar Club                                               | Cougar Club                                               |               |
| 2007 | ф  | Dreams on Spec                                            | Dreams on Spec                                            |               |
| 2008 | ф  | Жінки                                                     | The Women                                                 | Бейлі Сміт    |
| 2009 | ф  | Крик у гуртожитку                                         | Sorority Row                                              | Мс. Креншоу   |
| 2009 | ф  | Fanboys                                                   | Fanboys                                                   |               |
| 2009 | ф  | White Lightnin'                                           | White Lightnin'                                           |               |
| 2014 | ф  | Зоряна карта                                              | Maps to the Stars                                         | саму себе     |
| 2014 | ф  | The Convention Conundrum                                  | The Convention Conundrum                                  |               |
| 2015 | ф  | Зоряні війни: Пробудження Сили                            | Star Wars: The Force Awakens                              | Лея Орґана    |
| 2016 | ф  | Bright Lights: Starring Carrie Fisher and Debbie Reynolds | Bright Lights: Starring Carrie Fisher and Debbie Reynolds |               |
| 2017 | ф  | Зоряні війни: Останні джедаї                              | Star Wars: The Last Jedi                                  | Лея Орґана    |
| 2019 | ф  | Зоряні війни: Скайвокер. Сходження                        | Star Wars: The Rise of Skywalker                          | Лея Орґана    |

### Телебачення
| Рік початку участі | Рік закінчення участі | Серіал/телепередача    | Оригінальна назва         | Роль           | Кількість серій |
| ------------------ | --------------------- | ---------------------- | ------------------------- | -------------- | --------------- |
| 2000               |                       | Секс і Місто           | англ. Sex and the City    | саму себе      | 1 серія         |
| 2005               |                       | Таємниці Смолвіля      | англ. Smallville          | Поліна Кан     | 1 серія         |
| 2007               |                       | Косяки                 | англ. Weeds               | адвокат Селії  | 1 серія         |
| 2007               |                       | 30 потрясінь           | англ. 30 Rock             | Розмарі Говард | 1 серія         |
| 2014               |                       | Теорія великого вибуху | англ. The Big Bang Theory | саму себе      | 1 серія         |
| 2014               |                       | QI                     | англ. QI                  | саму себе      | 1 серія         |